# Katastrofa lotnicza nad Charkhi Dadri
Katastrofa lotnicza nad Charkhi Dadri – zderzenie dwóch samolotów w powietrzu, do którego doszło 12 listopada 1996 roku nad miejscowością Charkhi Dadri, 76 kilometrów od lotniska w Delhi w Indiach. Zginęło łącznie 349 osób.

## Przebieg zdarzenia
Wieczorem 12 listopada 1996 roku samolot saudyjskich linii lotniczych Saudi Arabian Airlines, Boeing 747-168B (numer rejestracyjny HZ-AIH, lot nr 763) wystartował o godzinie 18:32 z lotniska w Delhi w Indiach, w rejs do Az-Zahran w Arabii Saudyjskiej. Na pokładzie znajdowało się 289 pasażerów i 23 członków załogi, do której należeli kapitan Khalid Al Shubaily, drugi pilot Nazil Khan oraz mechanik pokładowy Edris.
Ok. godz. 18:40 samolot znajdował się na wysokości 4 200 m. Tuż przed tą chwilą inny samolot, należący do kazachskich linii lotniczych Kazakhstan Airlines, Iljuszyn Ił-76 (nr maszyny UN-76435, lot nr 1907), lecący z Kazachstanu do Delhi z 27 pasażerami, 10 członkami załogi oraz dużą masą ładunku znajdował się w fazie podchodzenia do lądowania na lotnisko w Delhi. Gdy oba samoloty znalazły się na wysokości 4 200 metrów, doszło do ich zderzenia w powietrzu. Iljuszyn uderzył statecznikiem pionowym w lewe skrzydło Boeinga, odrywając je. Boeing zaczął spadać, a kilka chwil później, na skutek uszkodzeń, rozpadł się w powietrzu. Uszkodzony Iljuszyn również zaczął opadać, jego piloci usiłowali odzyskać sterowanie i dolecieli do pola  we wsi Birohar, gdzie Ił się rozbił. Ratownicy, którzy przybyli na miejsce katastrofy Iła, odnaleźli we wraku cztery ranne osoby, jednak zmarły one w drodze do szpitala. Szczątki obu samolotów zostały rozrzucone na obszarze kilkudziesięciu km². Zmarły wszystkie osoby na pokładach obu maszyn. 
Przyczyną katastrofy był błąd załogi Iła-76 kazachskich linii lotniczych. Załoga obniżyła wysokość do 14 000 stóp – zamiast dozwolonych 15 000 podanych przez kontrolera zbliżania z wieży kontroli lotów. Doprowadziło to do sytuacji kolizyjnej (brak wymaganej przepisami separacji pionowej 1 000 stóp pomiędzy statkami powietrznymi). Czynnikami sprzyjającymi były brak systemu TCAS na pokładach samolotów i brak radaru wtórnego na lotnisku – co pozwoliłoby na nadzór w zakresie pułapu kontrolowanych maszyn przez kontrolera lotów.  Badania po katastrofie wykazały też niewłaściwą pracę (zacinanie się) wysokościomierza na pokładzie samolotu Ił-76 i niewłaściwą współpracę (CRM – Crew Resource Management) pomiędzy członkami załogi tego samolotu.

## Pasażerowie i załogi
| Kraj              | Saudi Arabian Airlines 763 | Kazakhstan Airlines 1907 | Razem |
| ----------------- | -------------------------- | ------------------------ | ----- |
| Indie             | 215                        | -                        | 215   |
| Nepal             | 49                         | -                        | 49    |
| Arabia Saudyjska  | 23                         | -                        | 23    |
| Rosja             | 1                          | 14                       | 15    |
| Kirgistan         | -                          | 13                       | 13    |
| Kazachstan        | -                          | 10                       | 10    |
| Stany Zjednoczone | 5                          | -                        | 5     |
| Pakistan          | 3                          | -                        | 3     |
| Bangladesz        | 1                          | -                        | 1     |
| Wielka Brytania   | 1                          | -                        | 1     |
| Brak danych       | 14                         | -                        | 14    |
| Razem             | 312                        | 37                       | 349   |